# Munidopsis squamosa
Munidopsis squamosa är en kräftdjursart. Munidopsis squamosa ingår i släktet Munidopsis och familjen trollhumrar. Inga underarter finns listade i Catalogue of Life.